# Xie He
Xie He （479年—502年）(chinês tradicional: 謝赫, chinês simplificado: 谢赫, pinyin: Xiè Hè, Wade–Giles: Hsieh He, atuante no século VI d.C.) foi um escritor chinês, historiador da arte e crítico de arte  das dinastias chinesas Liu Song e Qi do Sul.
Xie é famoso pelo texto "Seis Princípios da Pintura Chinesa" (绘画六法, Huìhuà Liùfǎ), extraído do prefácio de seu livro Registro e Classificação dos Pintores Antigos (古画品录, Gǔhuà Pǐnlù). 
Os Seis Princípios são:
- Espírito de ressonância, ou vitalidade , que se refere ao fluxo de energia que engloba tema , trabalho e artista. Xie diz que sem o Espírito de Ressonância, não haveria nenhuma necessidade de olhar mais longe.

- Método do osso, ou a maneira de usar o pincel. Não se refere apenas à textura e pincelada, mas à estreita relação entre escrita e personalidade. A arte da caligrafia era inseparável da pintura.

- Correspondência com o objeto, ou a descrição da forma, que inclui forma e linha.

- Adequação ao tipo, ou a aplicação de cor, incluindo camadas, valor e tom.

- Divisão e Planejamento, ou colocação e arranjo , correspondendo a composição, espaço e profundidade.

- Transmissão através da cópia, ou a cópia de modelos, não somente a partir da natureza, mas também a partir das obras da antiguidade (chinesa).